# William George Gillies
William George Gillies (* 21. September 1898 in Haddington, East Lothian; † 15. April 1973 in Temple, Midlothian) war ein schottischer Maler und Kunstpädagoge. Er ist vor allem für seine Bildnisse, Stillleben und Landschaftsdarstellungen bekannt.

## Leben
William George Gillies wuchs in Haddington als Sohn des Tabakwarenhändlers John Gillies auf. Schon früh interessierte er sich für die Malerei und wurde von seinem Onkel William Ryle Smith gefördert. Ab 1916 studierte er am Edinburgh College of Art (ECA), sein Studium wurde jedoch durch seinen Einsatz im Ersten Weltkrieg unterbrochen. Ab 1919 setzte er sein Studium fort. 1922 gründete er mit Kommilitonen die 1922 Group und erhielt bald ein Reisestipendium, das ihn 1923 zur André-Lhote-Akademie nach Paris und 1924 nach Italien führte. Nach kurzen Lehrtätigkeiten in Inverness kehrte er 1926 nach Edinburgh zurück und unterrichtete am ECA; ab 1946 war er Leiter der Malklasse und von 1959 bis 1966 Rektor der Hochschule. 1970 wurde er zum Ritter geschlagen. Er verstarb 1973 in seinem Cottage in Temple.

## Werk
William George Gillies’ Werk umfasst Stillleben, Landschaften und einzelne Porträts. Seine frühen kubistischen Stillleben wie Two Pots, Saucer and Fruit (1933) zeigen Einflüsse von Cézanne, Braque und Picasso. Der Besuch einer Paul-Klee-Ausstellung im Jahr 1934 prägte seine Farbwelt, was sich beispielsweise in dem Werk The Harbour (Hafen von Anstruther, 1934) mit gitterartiger Komposition und kräftiger Farbwahl ausdrückt. Später wandte er sich verstärkt lyrischen Landschaftsdarstellungen zu, die von der Tonmalerei in Lothian, Fife und den Borders geprägt sind und oft subtile, poetische Töne verwenden. In mehreren Stillleben verwendete er Keramiken seiner Schwester Emma Smith Gillies.